# Tyrannasorus rex
Tyrannasorus rex är en skalbaggsart som beskrevs av Brett C.Ratcliffe och Federico Ocampo 2001. Tyrannasorus rex ingår i släktet Tyrannasorus och familjen Hybosoridae. Inga underarter finns listade i Catalogue of Life.